# Göteborgs Naturhistoriska museum

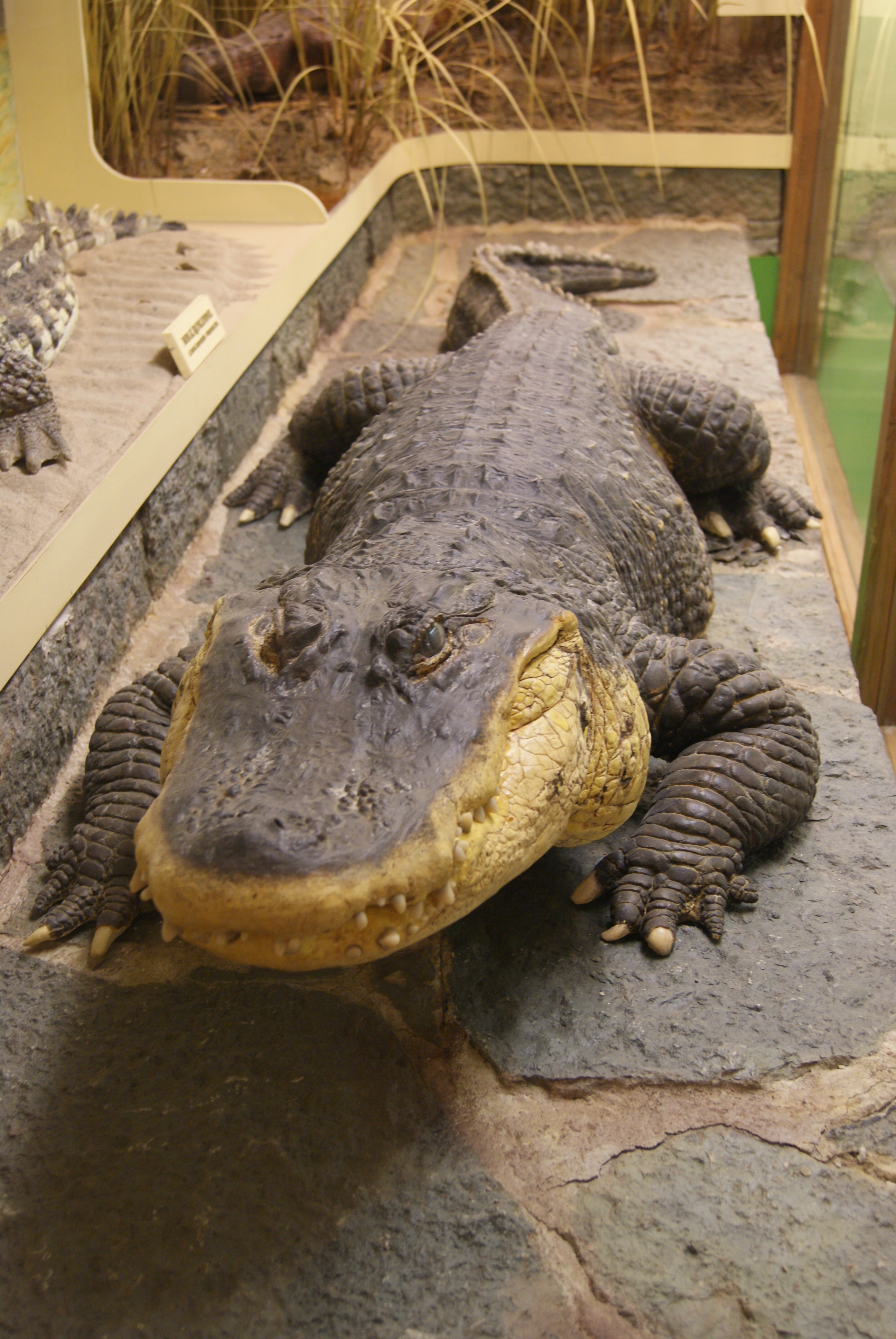
Den amerikanska alligatorn Smilet har en avgjutning på Göteborgs Naturhistoriska museum.

Göteborgs Naturhistoriska museum är ett naturhistoriskt museum, beläget på en höjd i Slottsskogen alldeles ovanför Linnéplatsen, en höjd som tidigare kallats Olivedalshöjden eller Ekebacken. Museet invigdes den 8 juli 1923, och hade då kostat 1 480 000 kronor.
Ekologi och människans påverkan på omgivningen är ett av de områden som museet ofta har utställningar kring. En stor mängd av uppstoppade djur från hela världen visas. Några gånger om året brukar man öppna den Malmska valen, en konserverad blåval, som strandade i Askimsfjorden i södra Göteborg år 1865. Där kan man få sitta inne i valen och höra om valarnas liv.
Museet har mycket stora samlingar av djur från hela världen, men med tonvikt på djur från Västsverige. Det finns även en geologisk samling. Det totala antalet exemplar i samlingen uppskattas till tio miljoner. Det finns flera tusen så kallade typexemplar som utgör referensmaterial vid artbeskrivningar. Samlingen på museet används av forskare såväl nationellt som internationellt.

## Historia
Museet grundades redan den 31 oktober 1833 genom ett beslut i Kungliga Vetenskaps- och Vitterhetssamhället i Göteborg. Pådrivande var dess ordförande Olof Fåhræus, tillika chef för västra tulldistriktet och före detta statsråd, som ville anlägga "...ett museum härstädes för naturalster samlade i de till Göteborgs stift hörande provinser." Omgående bildades för ändamålet en Musei-Förening. År 1835 fick man hyra två rum i det Ostindiska huset vid Norra Hamngatan 12, numera Göteborgs Stadsmuseum, vilka utökades 1861 till halva Ostindiska huset.
Lokalerna i det Ostindiska huset hade sedan mitten av 1890-talet varit för små, och i februari 1914 uppvaktades stadens styrande om behovet av nya lokaler. Den 1 oktober samma år klubbades i stadsfullmäktige beslutet igenom, med siffrorna 46 för naturhistoria och 8 emot. Staden hade då beviljat 325 000 kronor för uppförandet ur den Renströmska fonden. Man hade även förbehållit sig rätten att avgöra om museet skulle innehålla konst eller naturhistoria. År 1916 började första svenska kvinnliga zoolog Elisabet Petersson som preparator vid museet.
År 1923 flyttade museet till sin nuvarande byggnad, ritad av Göteborgsarkitekten Ernst Torulf. Frågan om huruvida byggnaden skulle förses med torn eller ej, avgjordes i ett rum i det så kallade Bracka-huset vid Drottningtorget där en modell hade byggts. Medverkade gjorde då både Ernst Torulf och Carl Westman. När anbudstiden gått ut den 1 februari 1916, visade det sig att det lägsta anbudet överskred budgeten med drygt 200 000 kronor. Den blivande museichefen Leonard Jägerskiöld lyckades då få fem givare att under fyra år donera 5 000 kronor vardera. Dessutom tillsköt stadsfullmäktige resterande 160 000 kronor. Då museet stod klart hade donatorer svarat för 318 400 kronor, staden med 669 000 kronor, Renströmska fonden 325 000 kronor, räntor under byggtiden utgjorde 78 000 kronor och diverse materialkostnader 91 000 kronor. I oktober 1921 påbörjades flytten från Ostindiska huset.
År 1981 försågs museet med en tillbyggnad åt söder, ritad av Bo Cederlöfs arkitektkontor, som mottog Per och Alma Olssons fonds pris för årets byggnad i Göteborg.
Museet tillhör sedan 1999 Västra Götalandsregionen.
Entrén finns i den nya delen, som är ägnad åt olika specialutställningar. Där finns också ett kafé och föredragssal. Kaféet har också ett kök som allmänheten får använda, och det är populärt tack vare sin närhet till Slottsskogen.
Den äldre delen innehåller de permanenta utställningarna, huvudsakligen djurmodeller och uppstoppade djur från världens alla hörn. Mest berömda är den Malmska valen, en ung blåval som strandade i Askimsviken nära Göteborg år 1865, och den afrikanska elefanten, se nedan. Det finns också en liten geologisk avdelning
Delar av de permanenta utställningarna har renoverats nyligen, som den tidigare evertebratkorridoren som nu heter Livets historia och myllrande mångfald. Dioramautställningen har getts en ny inramning. Geologiutställningen Vår jord är flyttad till Geologirummet som invigdes sommaren 2018. Arbetet med att renovera resten av utställningarna fortsätter med start 2019.
Museet var tidigare, från 1982, ansvarigt för Observatoriet i Slottsskogen. Detta förhållande upphörde när museet övergick till Västra Götalandsregionen.
Museet har från 1904 vänföreningen Göteborgs biologiska förening.
Backen upp mot museet döptes den 24 oktober 1997 till Kal å Adas backe.

## Utställningar och samlingar

### Elefanten

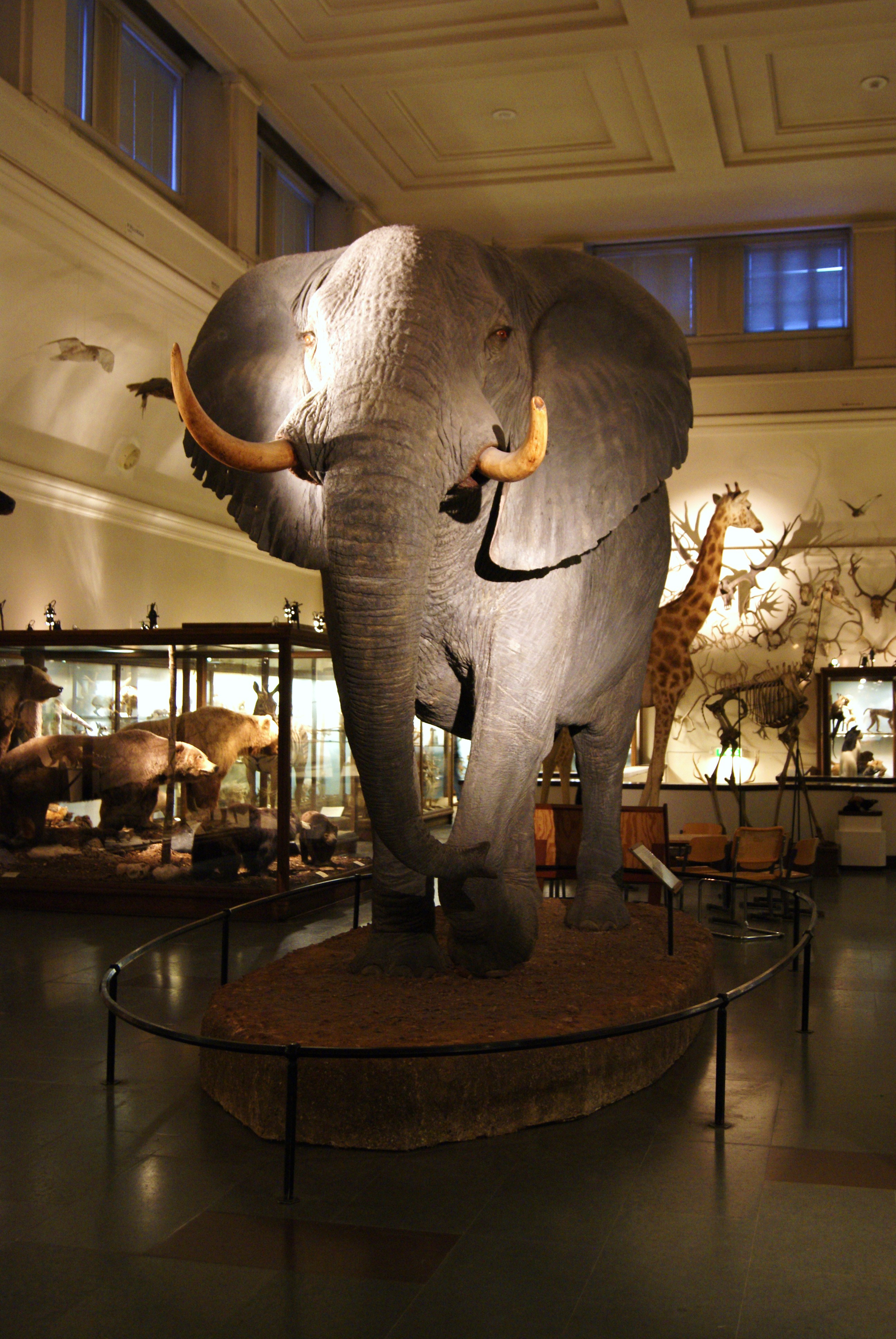
Elefanthannen var 45 år och vägde 6 ton när den sköts den 4 december 1948 i Angola.

Elefanten på Naturhistoriska museet bedöms av flera experter som en av världens bäst monterade, och "invigdes" den 29 mars 1952. Dess baneman var smålänningen David Sjölander som 1928-52 var museets konservator. Den 4 december 1948 i provinsen Huila, Angola fälldes den stora hannen, cirka 45 år gammal, med en längd på 465 cm och en boghöjd på 332 cm, snabeln mätte 240 cm och vikten var 6 ton.

Efter transporten till Göteborg garvades och bereddes skinnet, därefter byggdes en profil av trä, järn och stålnät. Med hjälp av 2,5 ton blålera modellerades en anatomisk skulptur som så småningom blev till en gipsform för skinnet, med mera. Totalt gick det åt 80 000 stålspik att hålla skinnet på plats, varav 31 000 bara för huvudet. Arbetet tog tre år för Sjölander att slutföra.
Elefanten kom att bli Sjölanders sista fullbordade montage då han drabbades av en stroke bara 2 månader efter vernissagen. 

### Rymdpromenaden
Utanför museet finns Rymdpromenaden, en modell av solsystemet i skala 1:2 000 000 000 (1 till 2 miljarder), invigd 14 oktober 1978. Solen utgörs av ett gult klot på museets vägg, de närmaste planeterna finns i backen söderut, och den avlägsna dvärgplaneten Pluto ligger tre kilometer söderut vid det nedlagda Högsbo pegmatitbrott. Jupiter ligger dock västerut vid Observatoriet. I denna skala är till exempel Jordens diameter 6 millimeter och solens diameter 700 millimeter. Månens avstånd från jorden är 190 millimeter (månen ingår dock inte i modellen). Rymdsonden Cassini flög i hastigheten 114 000 kilometer i timmen, vilket skulle motsvara 56 millimeter i timmen i modellen. Avståndet till den närmaste stjärnan, Alfa Centauri, skulle motsvara 20 700 kilometer i modellen, vilket är lite drygt ett halvt varv runt Jorden.

### Tvillingfostren
Kulturförvaltningen Västarvet bestämde 2018 att mänskliga kvarlevor i museets samlingar, bland annat ett sammanväxt tvillingpar från 1863, skulle gallras ut och begravas. Försteintendenten och flera i personalen var kritiska till beslutet och menade att det inte var förenligt med museilagen att ta ett sådant beslut utan att involvera sakkunniga. Trots det utfördes gallringen och kremering och gravsättning skulle ske i hemlighet. Fortfarande i september 2020 rådde det delade meningar om ett "rättsläge" behövde inväntas. I november 2020 ansåg begravningssamfälligheten att rättsläget var klarlagt och Västarvets beställning var omhändertagen; Tvillingarna hade gravsatts.